# Eonycteris spelaea
Eonycteris spelaea é uma espécie de morcego da família Pteropodidae. Pode ser encontrada na Índia, Mianmar, Tailândia, Laos, China, Camboja, Vietnã, Malásia, Singapura, Brunei, Indonésia, Filipinas e Timor-leste.